# العویر
العویر (به عربی: العویر) یک شهرک در امارات متحده عربی است.